# Haj, haj, haj
Haj, haj, haj är en EP från 1989 av Galenskaparna och After Shave. Låtarna förekommer i långfilmen "Hajen som visste för mycket". All musik ur filmen finns samlad på LP, CD och kassett.

## Produktion
Text och musik: Claes Eriksson
Sång: Knut Agnred och Per Fritzell
Kör: Pernilla Emme och Katarina Milton med flera

## Låtförteckning
1. Haj, haj, haj – Knut
2. Kung av ett sobert kaos – Per, (Pernilla och Katarina)